# Підвітряні острови
Підвітряні острови, також Підвітряні Антильські острови чи Південні Антильські острови (англ. Leeward Antilles, нід. Benedenwindse Eilanden, ісп. Islas de Sotavento) — група вулканічних і коралових островів в Карибському морі в південній частині архіпелагу Малі Антильські острови. Площа близько 1,2 тисяч км². Відкриті в 1499 році мореплавцями Алонсо де Охедою і Амеріго Веспуччі. Назва пояснюється їх підвітряним розташуванням відносно північно-східного пасату.
До Підвітряних островів відносять острови:
- Аруба, Кюрасао, Бонайре, що входять до складу королівства Нідерландів;
- Авес, Лос-Рокес, Орчіла, Ла-Бланкілья і Лос-Ерманос (входять до складу Венесуели на правах федеральних володінь).

Великі острови горбисті (висота до 372 м на острові Кюрасао), дрібні — низинні. Клімат тропічний. Опадів 500—600 мм на рік. Рослинність — вічнозелені жорстколистні ліси і чагарники. Сільське господарство представлене плантаціями сорго, батата, бананів; розведенням овець, кіз. У промисловості переважає нафтопереробка[джерело?]. Найважливіші міста — Віллемстад (Кюрасао) і Ораньєстад (Аруба).